# Kenneth Reightler
Kenneth Stanley Reightler (24 marzo 1951) è un ex astronauta statunitense. Ha partecipato alle missioni spaziali Shuttle STS-48 e STS-60 come pilota.